# 奧克姆 (麻薩諸塞州)
奧克姆（英語：Oakham）是一個位於美國麻薩諸塞州烏斯特縣的鎮。

## 人口
根據2020年美國人口普查的數據，奧克姆的面積為55.80平方千米，當中陸地面積為54.70平方千米，而水域面積為1.10平方千米。當地共有人口1851人，而人口密度為每平方千米33人。